# Benetti
Pour les articles homonymes, voir Benetti (homonymie).
Benetti est un fabricant italien de yachts de luxe installé à Viareggio, Livourne et Fano et fondée en 1873 par Lorenzo Benetti. La compagnie est une propriété du groupe Azimut-Benetti. Benetti est aujourd'hui un des leaders mondiaux de la fabrication de mega-yachts.

## Histoire

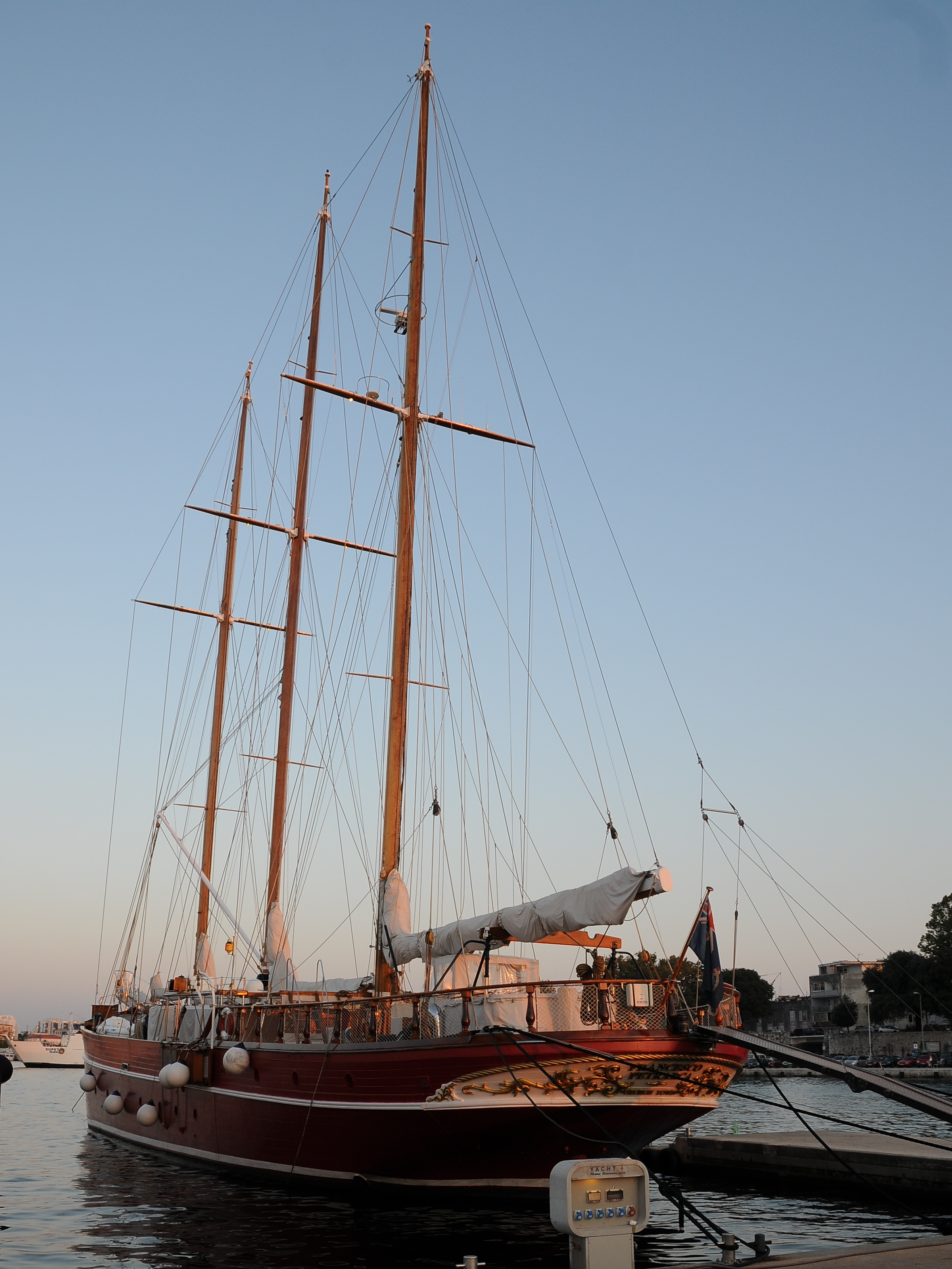
Le Francesco Petrarca, construit par Benetti en 1941.

Benetti fut fondée en 1873, quand Lorenzo Benetti acheta le chantier naval Darsena Luca pour fonder le chantier Benetti. Celui-ci construisait des navires de commerce ainsi que des bateaux de pêche. À sa mort en 1914, ses fils Gino et Emilio ont repris et rebaptisé le chantier Fratelli Benetti. Ils ont continué avec des constructions en bois, mais capables de traverser les océans. C'est aussi à cette époque que Benetti commence à construire des yachts privés. Après la mort de Gino en 1927, ses enfants Giuseppe et Girvilio prirent sa relève, tandis que Maurizio et Bertani aidaient leur père Emilio.
Pendant la Seconde Guerre mondiale, le chantier construisit des navires militaires de moyenne taille en acier, mais en raison de bombardements très destructeurs, la production fut grandement limitée. Après la guerre, et avec les restrictions italiennes sur la production militaire, le chantier a produit le premier navire avec une coque en acier et un moteur diesel dans la région, le Raphaelo. En 1954, Fratelli Benetti sépare ses voiliers et ses yachts d'affaires de la construction navale commerciale qui continue sous le nom de M & B Benetti. Emilio détient une participation dans les deux sociétés, et continue de les présider.
En 1963, Emilio meurt et le fonctionnement de Fratelli Benetti est pris en charge par Giuseppe et son fils Lorenzo. Lorenzo est celui qui conduira l'entreprise vers le yacht d'affaires, en passant très vite des constructions en bois à l'acier. Il élabore par ailleurs trois styles de yachts qui porteront le nom de Benetti à un niveau mondial : le Delfino, le Tirreno et la gamme Meditteraneo (de 18 à 33 mètres). La demande pour ces navires dépasse alors les capacités du chantier. En 1978, l'entreprise lance le Viano, un voilier qui remporte sur des temps recorrigés l'Admiral's Cup. En 1979, Benetti crée le Nabila pour Adnan Khashoggi, qui, avec 83 mètres et plus de 2 465 tonnes est le plus grand yacht de son temps.

### Rachat par Azimut
Lorenzo meurt en 1980. La société tombe alors dans des difficultés financières jusqu'en 1984, date à laquelle elle est rachetée par Paolo Vitelli, le propriétaire d'Azimut. Celui-ci rebaptise l'entreprise Benetti.
En 1988, Benetti construit un navire pour le défi transatlantique Ruban bleu, mais ses efforts se sont révélés infructueux.

### Benetti aujourd'hui

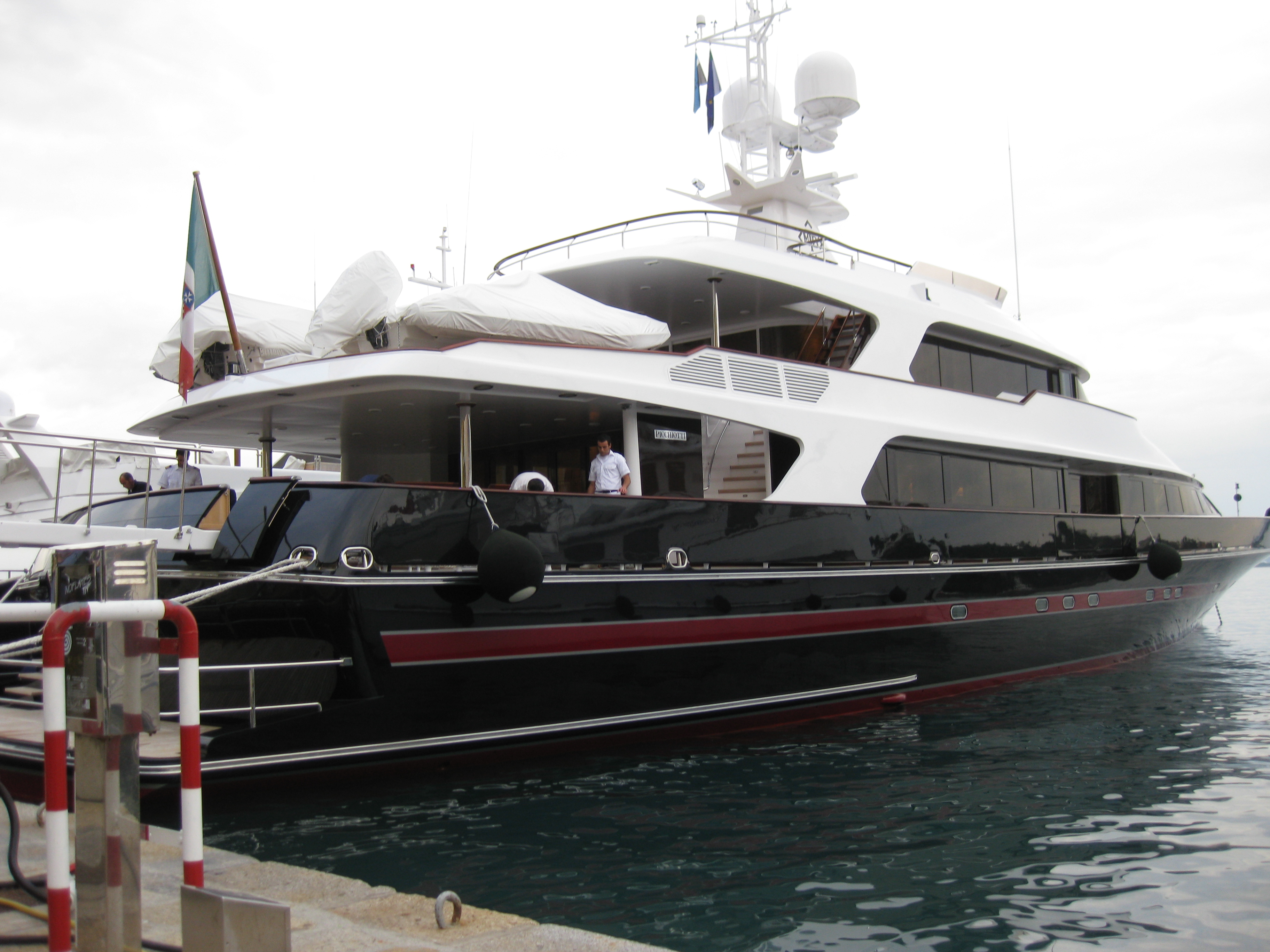
Benetti Classic 115 MC Blue One du styliste Valentino Garavani à Monte Argentario, Italie

En 1997, le chantier de Viareggio a été largement étendu à 10 000 m2 pour permettre la construction de yachts de plus de 70 mètres en intérieur. L'extension s'est poursuivie à la suite de l'achat du chantier Siar-Moschino à Fano en 1998, développant ainsi la capacité totale à 44 000 m2. En 1990, Benetti reprend les 47 000 m2 des chantiers Lusben de Viareggio, pour permettre la construction à la fois de la gamme Azimut de yachts allant jusqu'à 100 pieds, et la gamme composite de Benetti. En 2003, le groupe Azimut-Benetti achète le chantier de Livourne.
Aujourd'hui, Benetti reste quelques-uns des fabricants de yachts des plus connus au monde. Certains des modèles les plus connus sont : Benetti Tradition, Benetti Classic, Benetti Vision et Benetti VB. Tous ces modèles sont réputés pour leur fiabilité, leur luxe ou le confort à bord. Un des bateaux les plus connus que Benetti ait construit est sans doute le Kingdom 5KR appartenant à Al-Walid ben Talal ben Abdelaziz Al Saoud, d'abord appelé Nabila et commandé par Adnan Khashoggi.

## Quelques réalisations
Les plus grands yachts construits par Benetti sont les suivants :
- Kingdom 5KR (86 m, 1980), ex-Nabila ;
- Reverie (70 m, 1990) ;
- Silver Angel  (65 m, 2009) ;
- Ambrosia (65 m, 2005) ;
- Lionheart (63 m, 2006) ;
- Amnesia (60 m, 2008) ;
- Xanadu (60 m, 2008) ;
- Darnice III (60 m, 1986)…